# Lijst van rijksmonumenten in Leeuwarden (Eewal)
Een overzicht van de 28 rijksmonumenten aan de Eewal in Leeuwarden.
| Object                                                                                   | Oorspronkelijke functie? | Bouwjaar                                     | Architect                      | Locatie      | Coördinaten?                  | Nr.?   | Afbeelding                                                                     |
| ---------------------------------------------------------------------------------------- | ------------------------ | -------------------------------------------- | ------------------------------ | ------------ | ----------------------------- | ------ | ------------------------------------------------------------------------------ |
| Pand onder zadeldak met voorschild en geblokte kroonlijst                                | Woonhuis                 | 16e eeuw (oorspr.)                           |                                | Eewal 43     | 53° 12' 10" NB, 5° 47' 48" OL | 24135  | Meer afbeeldingen                                                              |
| Pand onder voor afgeschuind zadeldak; topschoorsteen en dakkapel op voorschild           | Woonhuis                 | vroege 17e eeuw (oorspr.)                    |                                | Eewal 45     | 53° 12' 10" NB, 5° 47' 49" OL | 24136  | Pand onder voor afgeschuind zadeldak; topschoorsteen en dakkapel op voorschild |
| Pand onder zadeldak met voorschild en geblokte kroonlijst                                | Woonhuis                 |                                              |                                | Eewal 47     | 53° 12' 10" NB, 5° 47' 49" OL | 24137  | Pand onder zadeldak met voorschild en geblokte kroonlijst                      |
| Smal pand met rechte kroonlijst onder afgeschuind zadeldak                               | Woonhuis                 |                                              |                                | Eewal 48     | 53° 12' 9" NB, 5° 47' 49" OL  | 24138  | Meer afbeeldingen                                                              |
| Pand met rechte kroonlijst, brede zesruitsvensters en omlijste ingang                    | Woonhuis                 | 1620 (oorspr.) verb. in 1745 en kort na 1845 | A. Coulon (1745)               | Eewal 50     | 53° 12' 9" NB, 5° 47' 50" OL  | 24139  | Meer afbeeldingen                                                              |
| Pand met twee verdiepingen in de gevel                                                   | Woonhuis                 | ca. 1850 (gevel)                             |                                | Eewal 52     | 53° 12' 9" NB, 5° 47' 50" OL  | 24140  | Meer afbeeldingen                                                              |
| Pand onder zadeldak tegen klokgevel                                                      | Woonhuis                 | 18e eeuw                                     |                                | Eewal 53     | 53° 12' 11" NB, 5° 47' 51" OL | 24141  | Meer afbeeldingen                                                              |
| Herenhuis met twee volle verdiepingen, afgesloten door forse kroonlijst                  | Woonhuis                 | ca. 1855 1989 (rest.)                        | onbekend                       | Eewal 54     | 53° 12' 9" NB, 5° 47' 50" OL  | 24142  | Meer afbeeldingen                                                              |
| Vijf traveeën breed herenhuis met twee volledige verdiepingen                            | Woonhuis                 | 1876                                         | Th. Romein                     | Eewal 56     | 53° 12' 10" NB, 5° 47' 51" OL | 24143  | Meer afbeeldingen                                                              |
| Pand met geblokte kroonlijst en vijf ontlastingsbogen                                    | Woonhuis                 | 1625                                         |                                | Eewal 58     | 53° 12' 10" NB, 5° 47' 51" OL | 24144  | Meer afbeeldingen                                                              |
| Pand met rechte geblokte kroonlijst onder voor afgeschuind zadeldak met dakkapel         | Woonhuis                 | 1619                                         |                                | Eewal 60     | 53° 12' 10" NB, 5° 47' 52" OL | 24145  | Meer afbeeldingen                                                              |
| Vijf traveeën breed pand onder tentdak met dakkapellen                                   | Woonhuis                 | 1793                                         |                                | Eewal 65     | 53° 12' 11" NB, 5° 47' 54" OL | 24146  | Meer afbeeldingen                                                              |
| Hoekpand met geblokte kroonlijst onder voor afgeschuind zadeldak                         | Woonhuis                 | ca. 1620                                     |                                | Eewal 66     | 53° 12' 10" NB, 5° 47' 52" OL | 24147  | Meer afbeeldingen                                                              |
| Pand onder zadeldak met voorschild                                                       | Woonhuis                 | vroege 19e eeuw                              |                                | Eewal 71     | 53° 12' 12" NB, 5° 47' 55" OL | 24148  | Pand onder zadeldak met voorschild                                             |
| Eenvoudig pand met rechte kroonlijst onder voor afgeschuind zadeldak                     | Woonhuis                 |                                              |                                | Eewal 72     | 53° 12' 10" NB, 5° 47' 53" OL | 24149  | Eenvoudig pand met rechte kroonlijst onder voor afgeschuind zadeldak           |
| Eenvoudig pand met gepleisterde gevel afgesloten door kroonlijst                         | Woonhuis                 | verm. 18e eeuw                               |                                | Eewal 73     | 53° 12' 11" NB, 5° 47' 56" OL | 24150  | Eenvoudig pand met gepleisterde gevel afgesloten door kroonlijst               |
| Woonhuis met verdieping onder voor afgeschuind zadeldak met dakkapel                     | Woonhuis                 |                                              |                                | Eewal 74     | 53° 12' 10" NB, 5° 47' 54" OL | 24151  | Woonhuis met verdieping onder voor afgeschuind zadeldak met dakkapel           |
| Woonhuis met rijk versierde deuromlijsting onder voor afgeschuind zadeldak               | Woonhuis                 | 1611                                         |                                | Eewal 76     | 53° 12' 10" NB, 5° 47' 54" OL | 24152  | Woonhuis met rijk versierde deuromlijsting onder voor afgeschuind zadeldak     |
| Pand met geblokte kroonlijst onder voor afgeschuind zadeldak met dakkapel                | Woonhuis                 | 1611                                         |                                | Eewal 78     | 53° 12' 10" NB, 5° 47' 55" OL | 24153  | Meer afbeeldingen                                                              |
| Pand onder zadeldak tegen gepleisterde trapgevel met toppilasters                        | Woonhuis                 |                                              |                                | Eewal 80     | 53° 12' 10" NB, 5° 47' 55" OL | 24154  | Meer afbeeldingen                                                              |
| Pand met verdieping met geblokte kroonlijst onder voor afgeschuind zadeldak met dakkapel | Woonhuis                 |                                              |                                | Eewal 82     | 53° 12' 10" NB, 5° 47' 55" OL | 24155  | Meer afbeeldingen                                                              |
| Pand met geblokte kroonlijst onder zadeldak met dakkapel                                 | Woonhuis                 | 1780                                         |                                | Eewal 92     | 53° 12' 10" NB, 5° 47' 57" OL | 24156  | Pand met geblokte kroonlijst onder zadeldak met dakkapel                       |
| Groot pand met twee verdiepingen met gepleisterde begane grond en middentravee           | Woonhuis                 | 1870-'71                                     | H.R. Stoett i.s.m. C.H. Peters | Eewal 94-94A | 53° 12' 11" NB, 5° 47' 57" OL | 24157  | Meer afbeeldingen                                                              |
| Drukkerij "De Eendracht" (voorm. particulier telefoonkantoor)                            | Handel en kantoor        | 1911                                         | H. Feddema                     | Eewal 55     | 53° 12' 11" NB, 5° 47' 51" OL | 516448 | Meer afbeeldingen                                                              |
| De Barbier                                                                               | Winkel                   | 1892                                         | verm. J.D. Bruns               | Eewal 67     | 53° 12' 11" NB, 5° 47' 55" OL | 516450 | Meer afbeeldingen                                                              |
| Kantoorpand met aangebouwde conciërgewoning                                              | Handel en kantoor        | 1895-'96                                     | H.H. Kramer                    | Eewal 59     | 53° 12' 11" NB, 5° 47' 52" OL | 516485 | Meer afbeeldingen                                                              |
| Theepakhuis                                                                              | Opslag                   | 1897-'98                                     | H.H. Kramer                    | Eewal 86     | 53° 12' 10" NB, 5° 47' 56" OL | 516487 | Theepakhuis                                                                    |
| Winkel met voormalige bovenwoning in eclectische stijl                                   | Werk-woonhuis            | 1881                                         | waarsch. J.D. Bruns            | Eewal 90     | 53° 12' 10" NB, 5° 47' 57" OL | 519899 | Winkel met voormalige bovenwoning in eclectische stijl                         |